# Samorost
Samorost è un'avventura grafica del genere punta e clicca creata da Jakub Dvorský. Primo gioco della serie Samorost, è stato originariamente pubblicato nel 2003 sul sito di Amanita Design come browser game gratuito. Nel 2006 Telltale Games ha realizzato una versione per Microsoft Windows del videogioco in Flash.

## Modalità di gioco
Il gioco si controlla tramite il solo uso del tasto sinistro del mouse: tramite esso è possibile interagire con gli elementi presenti nel gioco, a volte tramite il personaggio principale, altre come entità a parte. Ciascuna schermata contiene diversi elementi, che andranno sfruttati in un certo modo per permettere al personaggio di proseguire o di raggiungere oggetti con cui interagire.

## Colonna sonora
La colonna sonora è stata composta da Tomáš Dvořák per Amanita Design.